# Virgin Records
Virgin Records је дискографска кућа чији је власник Universal Music Group. Основали су је Ричард Брансон, Сајмон Дрејпер, Ник Пауел и Том Њуман као независну дискографску кућу из Уједињеног Краљевства. Временом је остварила светски успех.